# Iglesia de los Santos Bartolomeo y Alessandro dei Bergamaschi
La iglesia de Santi Bartolomeo e Alessandro dei Bergamaschi (también conocida como Santa Maria della Pietà) es un lugar de culto católico en Roma, en el distrito de Colonna, que domina la Piazza Colonna. Era la iglesia nacional de los habitantes de Bérgamo que vivían en Roma.

## Historia
La iglesia original fue construida en la segunda mitad del siglo XVI, y tomó el nombre de Santa Maria della Pietà, por la imagen que se conserva sobre el portal. La iglesia y los edificios anexos, situados entre Piazza Colonna y Piazza di Pietra, fueron cedidos por el Papa Benedicto XIII a la Arciconfraternita dei Bergamaschi, que había tenido que abandonar su sede en San Macuto, adscrita al Collegio Romano. Fue en esta ocasión que la iglesia recibió el nombre de los patrones Bartolomeo y Alessandro. Fue el canónigo Giovanni Giacomo Tasso, tío del poeta Torquato Tasso, quien fundó la compañía religiosa Venerable Archicofradía de los Santos Bartolomé y Alejandro de la Nación Bergamasca, convirtiéndose más tarde en la Archicofradía de los Bergamascos en Roma.
El adyacente Ospedale dei Pazzarelli, donde Torquato Tasso fue hospitalizado entre finales de 1589 y principios de 1590, fue trasladado en 1725 a via della Lungara, en el Lungotevere.
La cofradía hizo reestructurar la iglesia entre 1728 y 1735; en la fachada trabajaron dos arquitectos romanos, Contini (1641-1723), alumno de Bernini, y de Dominicis (1696-1758). Fueron ellos quienes colocaron el bajorrelieve de la Madonna della Pietà en un óvalo, colocándolo sobre la puerta de entrada.
El interior es de una sola nave (frescado de principios del siglo XX), con tres capillas laterales a cada lado. Entre las principales obras de la iglesia cabe recordar: la estatua de madera de Cristo en la columna, pintada por Filippo del Borgo (1569); el altar mayor, la Madonna della Pietà, pintada al óleo sobre madera, inspirada en Guido Reni ; el monumento funerario del cardenal Furietti, humanista de origen bergamasco; otro crucifijo de madera de autor desconocido (de 1570). A la entrada de la iglesia hay una obra moderna que representa al Papa Juan XXIII, también originario de Bérgamo.
En el portal de entrada, un cartel, en italiano y en dialecto de Bérgamo, invita a turistas y peregrinos a visitarla.